# Muttersholtz
Muttersholtz (deutsch Müttersholz, historisch auch Muttersholz, Mintersholz) ist eine französische Gemeinde mit 2228 Einwohnern (Stand 1. Januar 2021) im Département Bas-Rhin in der Europäischen Gebietskörperschaft Elsass und in der Region Grand Est.

## Geografie
Muttersholtz liegt an der Ill, fünf Kilometer östlich von Schlettstadt.
Zum Gemeindegebiet gehören auch die Dörfer Ehnwihr (Ehenweier) und Nieder-Rathsamhausen.

## Geschichte
Die älteste erhaltene Erwähnung von Müttersholz stammt von 817, als es in einer Urkunde des Kaisers Ludwigs des Frommen genannt wird.
Der Ort gehörte seit dem Ende des 13. Jahrhunderts zur Herrschaft Lichtenberg. Die Herren von Lichtenberg hatten das Dorf vermutlich von denen von Ötingen gekauft. In der Herrschaft Lichtenberg war das Dorf nur formal dem Amt Wolfisheim zugeordnet, weil es als Lehen an die von Rathsamhausen weiter vergeben war. In der Folgezeit kam das Amt Wolfisheim – und mit ihm auch Lehensoberherrschaft über Müttersholz – 1480 zur Grafschaft Hanau-Lichtenberg und 1736 an die Landgrafschaft Hessen-Darmstadt. Auch in dieser Zeit wurde Müttersholz noch als Bestandteil des Amtes Wolfisheim genannt.
Mit der Reunionspolitik Frankreichs unter König Ludwig XIV. kam auch Müttersholz unter französische Oberhoheit, mit dem durch die Französische Revolution begonnenen Umbruch wurde es französisch. Müttersholz hatte damals etwa 500 Einwohner.
Von 1871 – nach dem Deutsch-Französischen Krieg – bis 1919 gehörte es zum deutschen Reichsland Elsaß-Lothringen.
1940 wurden unter deutscher Besatzung die verbliebenen jüdischen Einwohner nach Südfrankreich deportiert. Im Jahr 2019 wurden die ersten Stolpersteine für jüdische Opfer aus dem Elsass in Muttersholtz verlegt.

### Bevölkerungsentwicklung
| Jahr                       | 1962 | 1968 | 1975 | 1982 | 1990 | 1999 | 2010 | 2019 |
| Einwohner                  | 1383 | 1450 | 1559 | 1629 | 1651 | 1719 | 1922 | 2136 |
| Quellen: Cassini und INSEE |      |      |      |      |      |      |      |      |

## Sehenswürdigkeiten
- Kirche Saint-Urbain
- Protestantische Kirche
- zahlreiche Fachwerkhäuser mit Storchennestern

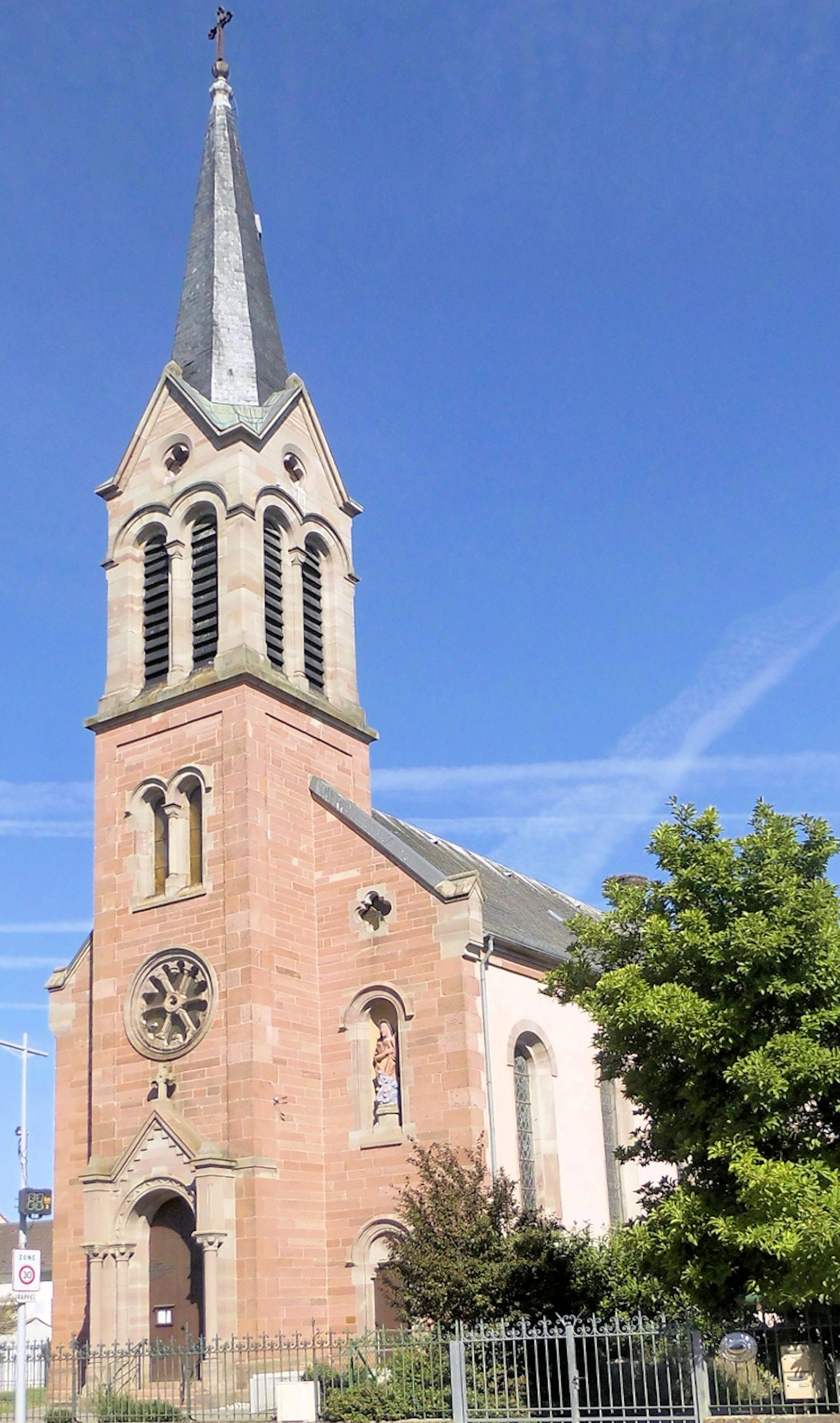
Kirche Saint-Urbain
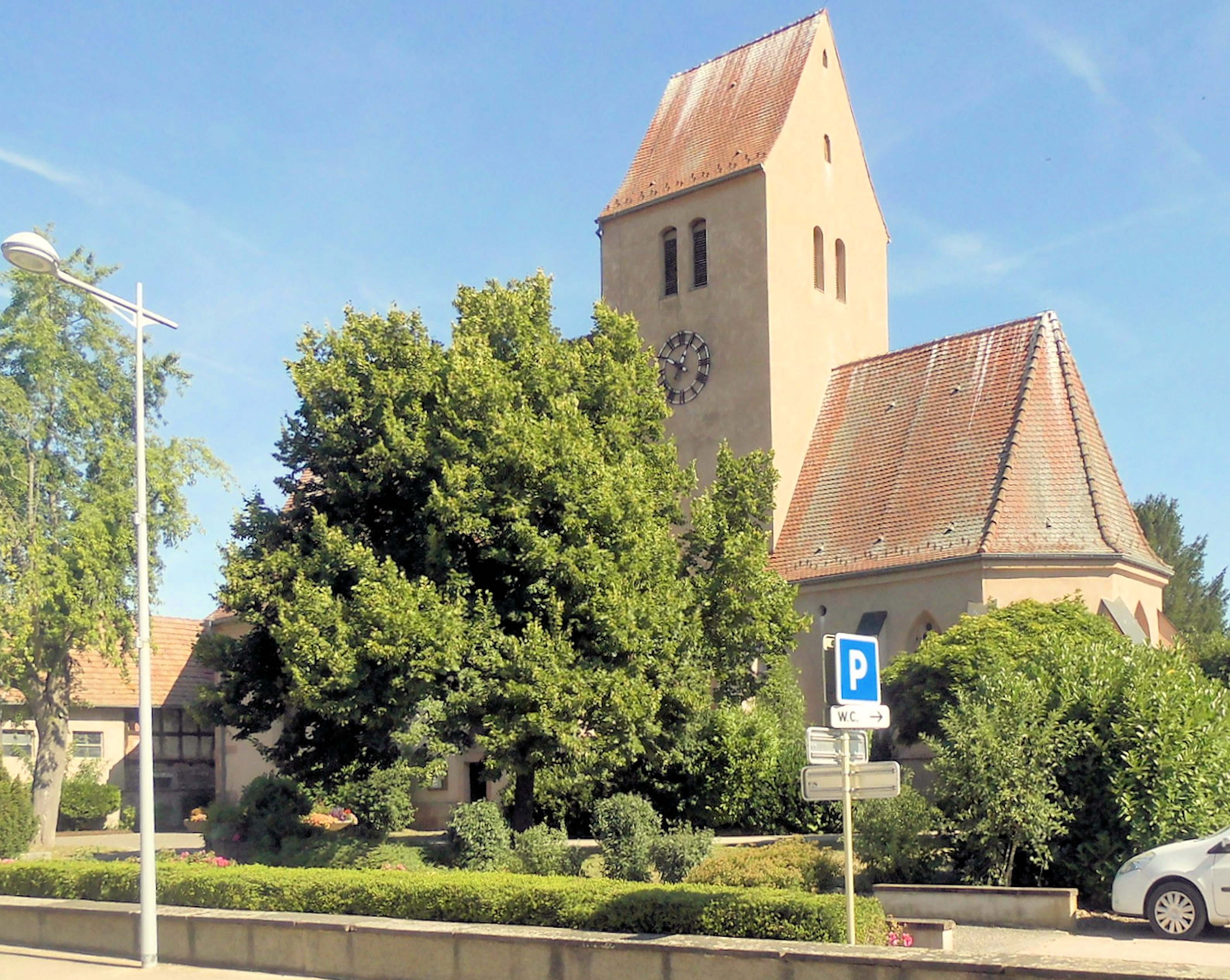
Protestantische Kirche
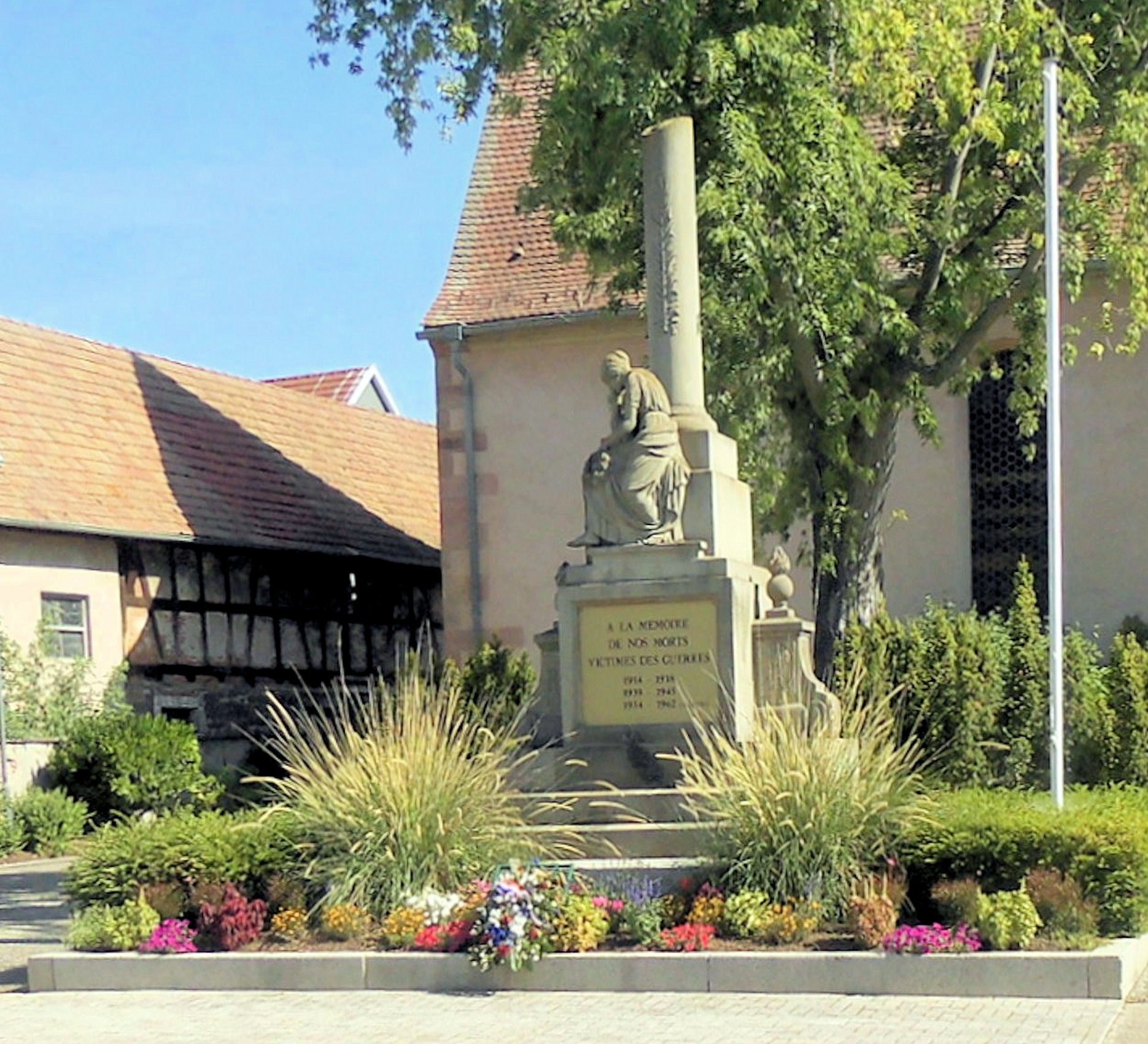
Gefallenendenkmal
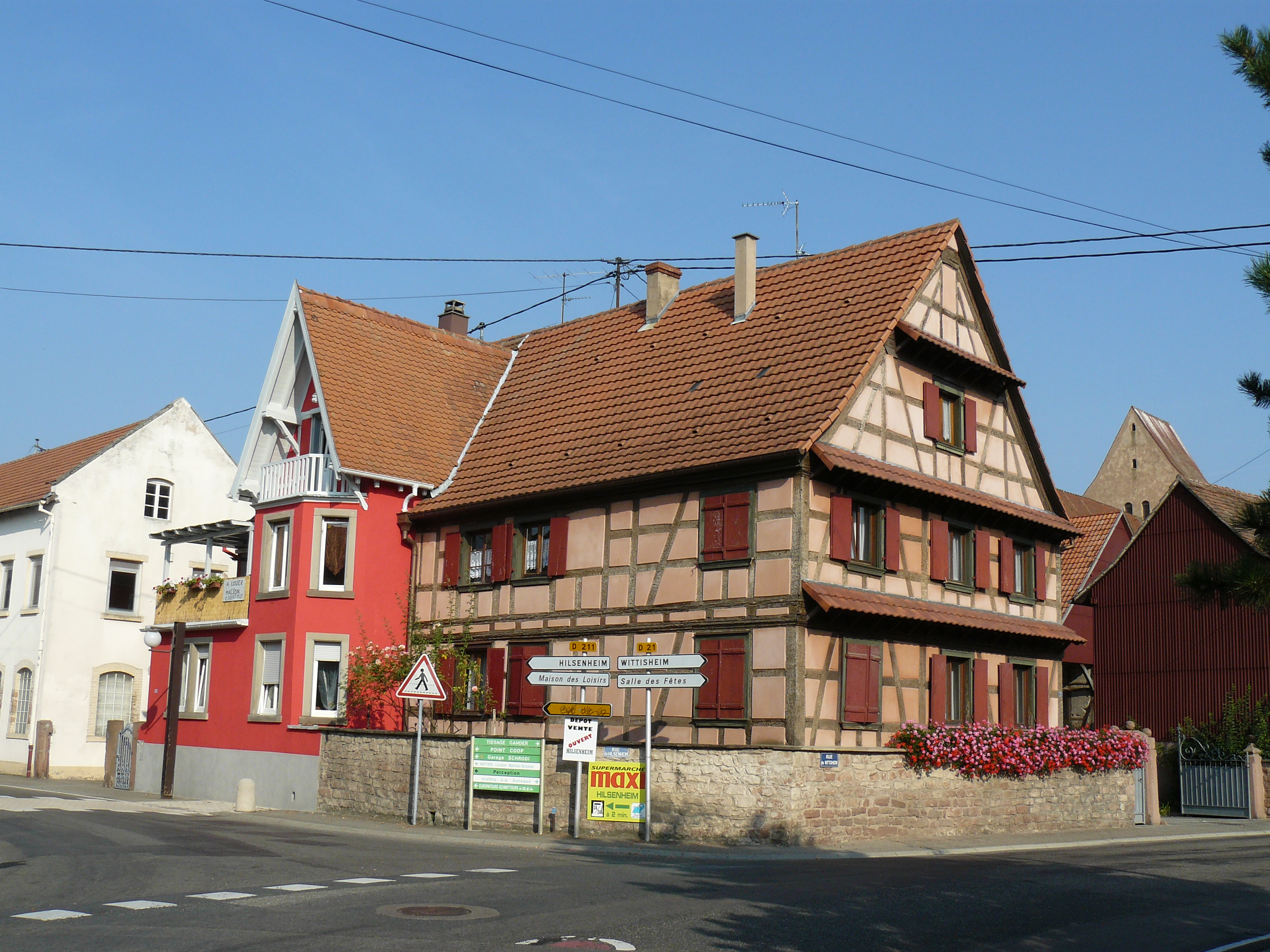
Eines der zahlreichen Fachwerkhäuser
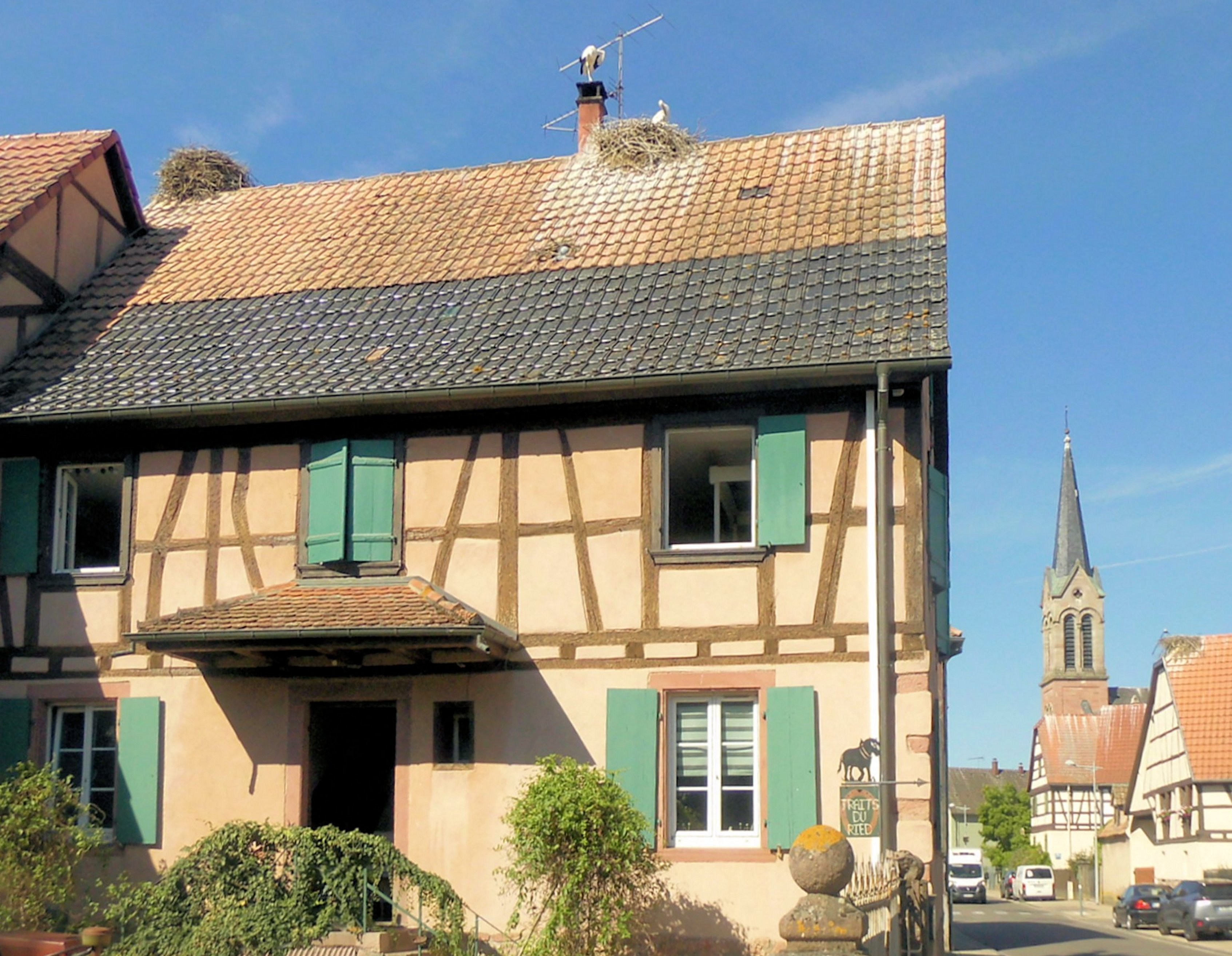
Eines der Storchennester

## Gemeindepartnerschaften
Seit 1991/92 besteht eine Partnerschaft zwischen Muttersholtz und der deutschen Gemeinde Reiskirchen in Hessen.

## Persönlichkeiten
- Johann Ludwig Adam (1758–1848), Komponist und Klaviervirtuose
- Henri Welschinger (1846–1919), Archivar und Historiker

## Sonstiges
Muttersholtz ist neben Sentheim einer der beiden letzten Orte, in denen der Kelsch, ein traditioneller Leinenstoff, gewebt wird.